# Psychrolutes phrictus
Psychrolutes phrictus is een straalvinnige vissensoort uit de familie van psychrolutiden (Psychrolutidae). De wetenschappelijke naam van de soort is voor het eerst geldig gepubliceerd in 1978 door Stein & Bond.